# Victor Conte
Pour les articles homonymes, voir Conte (homonymie).
Victor Conte est le fondateur et le président du Laboratoire Balco (en), un centre de nutrition controversé qui a développé la tétrahydrogestrinone (THG), un stéroïde de synthèse découvert par l'USADA, l'agence antidopage des États-Unis, en septembre 2003.
En décembre 2004, lors d'un entretien, il accuse la sprinteuse Marion Jones, cinq fois médaillée aux Jeux olympiques de Sydney en 2000, de s'être dopée ainsi que les autres sportifs Tim Montgomery, Kelli White, Dwain Chambers et Bill Romanowski. Marion Jones dépose plainte pour diffamation contre Victor Conte et réclame 25 millions de dollars de dédommagement. Elle avoue publiquement en octobre 2007 s'être effectivement dopée lors des jeux de Sydney.
Victor Conte plaide coupable en juillet 2005 pour blanchiment d'argent et distribution de stéroïdes et il est condamné à huit mois de prison. Il en passe quatre en prison et quatre dans sa demeure avec interdiction d'en sortir.
Il a également été bassiste du groupe de funk Tower of Power.